# Vinja vas
Vinja vas – wieś w Słowenii, w gminie miejskiej Novo mesto. W 2018 roku liczyła 119 mieszkańców. 